# Stenospermation maguirei
Stenospermation maguirei — вид квіткових рослин із родини кліщинцевих (Araceae), роду Stenospermation. Це витка рослина, рідним ареалом якої є Гаяна та Суринам.